# 事由
| ウィキペディアには「事由」という見出しの百科事典記事はありません（タイトルに「事由」を含むページの一覧/「事由」で始まるページの一覧）。 代わりにウィクショナリーのページ「事由」が役に立つかもしれません。 |